# 勇往直前 (AKB48 Team TP單曲)
《勇往直前》是台灣女子組合AKB48 Team TP的出道單曲，於2018年12月25日由環球及好言娛樂發行。

## 背景与宣传
《勇往直前》是AKB48 Team TP的出道单曲，也是AKB48 Team TP自前身「TPE48」在2012年開始有籌組計畫後，歷經六年籌備、徵選、改名、重整後終於發行的首张單曲。
为宣传单曲，选拔组成员参与了直播节目《安安大明星》（2019年1月2日，三立Vdol TV）以及《綜藝大熱門》（2019年1月10日，三立、潘姿怡及曾詩羽缺席），此外，部分选拔组成员也参与了《你在大声什么啦》（2018年12月26日，香蕉直击台）、《晚八找乐子》（2018年12月27日，中天快点TV）、《燃燒吧!大腦君》（2019年1月6日、中天電視台）、《我愛偶像》（2019年1月16日、2019年2月5日、MTV）、《型男大主廚》（2019年1月22日、三立都會台）、《國光幫幫忙》（2019年2月5日、三立電視）、《娛樂百分百》（2019年2月13日、八大電視）、《超級同學會》（2019年3月2日、華視）等节目。除了电视节目之外，成员也在广播节目中参与宣传，如《天天樂陶陶》（2018年12月27日、警廣電台）、《耐玩DJ - Bryan探班》（2019年1月6日、HitFM）等。 
组合制作人陳子鴻於2018年12月23日的新歌發表記者會上曾表示，一週內MV超過10萬點擊率即把AKB48 Team TP放上觀光巴士，此目標達成後于2019年1月4日當天，團員搭上貼有全覆式專屬廣告的觀光巴士遊街謝票及慶功。此車由三重客運KKA-1158雙層巴士所擔任，並自2019年1月5日至1月底（僅1月5日至1月12日公布時刻表）行駛於台北觀光巴士紅、藍線。
发行两个月后，单曲销量超过一万张。

## 单曲版本
《勇往直前》共有Type-A與Type-B兩種版本，兩版本僅有封面及內含生寫真上的差異，均含CD及一張DVD，並包含於2019年1月13日舉辦之「AKB48 Team TP首場全員握手會」握手券乙張。

### 宣传语
- Type-A：啟程的號角響起，青春的列車有我有你
- Type-B：午後的校園，每一隅都有我們的美好回憶

## 收錄內容
CD
1. 《勇往直前》（曲長4分17秒）
2. 《櫻花瓣》（曲長5分18秒）
3. 《勇往直前》 off vocal ver.
4. 《櫻花瓣》 off vocal ver.

DVD
1. 《勇往直前》 Music Video

## 歌曲與參與成員

### 勇往直前
（中心成員：劉語晴）
- 正式成员：冼迪琦、邱品涵、阿部瑪利亞、張羽翎、陳詩雅、曾詩羽、劉語晴、劉潔明、潘姿怡
- 研究生：李孟純、林于馨、劉曉晴

本次主打歌曲《勇往直前》翻唱自AKB48第35張單曲《勇往直前》（前しか向かねえ），是一首由天樂填寫中文詞、古城康行作曲、板垣祐介編曲，採搖滾樂風的作品。歌曲MV取景于嘉義縣阿里山鄉小笠原山。选拔成员冼迪琦因病未能参与MV拍摄

### 櫻花瓣
（中心成員：邱品涵、陳詩雅）
- 正式成员：冼迪琦、邱品涵、阿部瑪利亞、張羽翎、陳詩雅、曾詩羽、劉語晴、劉潔明、潘姿怡
- 研究生：李孟純、林于馨、劉曉晴

B面曲《櫻花瓣》翻唱自AKB48在獨立製作時期的第1張單曲《櫻花的花瓣們》（桜の花びらたち），由本次單曲選拔組演唱。

## 外部連結
- 官方頻道影片（繁體中文）
  - YouTube上的《勇往直前》完整MV
  - YouTube上的《櫻花瓣》完整MV